# Vitus B. Dröscher
Vitus Bernward Dröscher (ur. 15 października 1925 roku w Lipsku, zm. 9 listopada 2010 w Hamburgu) – niemiecki etolog, autor wielu publikacji popularnonaukowych.
W latach 1947-1953 studiował zoologię i psychologię w Hanowerze. Zajmował się popularyzacją nauki o zachowaniu zwierząt oraz fizjologii zmysłów. Uczestniczył w dziesiątkach wypraw naukowych badając życie zwierząt na wszystkich kontynentach.
W ponad dwudziestu wydanych przez siebie książkach opisywał z pasją i w barwny sposób wyuczone i nabyte strategie przetrwania zwierząt.
Część z nich stała się bestsellerami w wielu krajach (łącznie wydano ponad 8 milionów egzemplarzy jego książek).
Autor seriali przyrodniczych dla telewizji, m.in. Afrikanische Tierwelt, Dröschers Tierwelt. Był wieloletnim aktywnym uczestnikiem ruchów ochrony przyrody, m.in. wiceprezydentem organizacji Rettet die Elefanten Afrikas chroniącej słonie afrykańskie. W latach 90. polskie czasopismo Życie na gorąco regularnie publikowało felietony Dröschera w cyklu pod nazwą „Zwierzęta sześciu kontynentów”.
W języku polskim wydano m.in.:
- Cena miłości
- Reguła przetrwania
- ...I wieloryb wysadził Jonasza na ląd
- Rodzinne gniazdo
- Białe lwy muszą umrzeć
- Zachowania zwierząt
- Krokodyl na śniadanie
- Świat zmysłów
- Instynkt czy doświadczenie
- Ludzkie oblicze zwierząt
- Instynkt wiedza czy doświadczenie
- Świat, w którym żyją zwierzęta